# Илия Гюндюзов
Илия Костов Гюндюзов е български учител и националреволюционер.
Илия Гюндюзов е роден ок. 1844 г. в град Сопот. Учи в родния си град. Работи като учител в с. Дъбене, Тетевен (1864-1866), с. Видраре (1867-1869, 1870-1872) и с. Голям Извор (1869-1870).
Включва се в организираната националноосвободителна борба. Член и секретар на Голямоизворския частен революционен комитет на ВРО (1870). След преместването си като учител е секретар на Видрарския частен революционен комитет (1872).
След Арабоконашкия обир е арестуван. Осъден е по Софийския процес срещу ВРО на 10 години заточение в Диарбекир. Освободен е след подписването на Санстефанския мирен договор.
След Освобождението от османско владичество работи като прошенописец.